# Celestus scansorius
Espèce
Statut de conservation UICN

 EN  : En danger
Celestus scansorius est une espèce de sauriens de la famille des Diploglossidae.

## Répartition
Cette espèce est endémique du département de Yoro au Honduras. Elle se rencontre entre 1 550 et 1 590 m d'altitude dans la cordillère Nombre de Dios.

## Publication originale
- McCranie & Wilson, 1996 : A new arboreal lizard of the genus Celestus (Squamata: Anguidae) from northern Honduras. Revista de Biologia Tropical, vol. 44, no 1, p. 259-264.